# جورج ميريت
جورج ميريت (بالإنجليزية: George Merritt)‏ هو ممثل بريطاني (وحمل سابقاً جنسية المملكة المتحدة لبريطانيا العظمى وأيرلندا)، ولد في 10 ديسمبر 1890 بلندن في المملكة المتحدة، وتوفي بنفس المكان في 27 سبتمبر 1977.

## أعمال

### أفلام
- (1937) شابة بريئة

## وصلات خارجية
- جورج ميريت على موقع IMDb (الإنجليزية)
- جورج ميريت على موقع ألو سيني (الفرنسية)
- جورج ميريت على موقع ميوزك برينز (الإنجليزية)
- جورج ميريت على موقع أول موفي (الإنجليزية)
- جورج ميريت على موقع قاعدة بيانات الأفلام السويدية (السويدية)
- جورج ميريت على موقع قاعدة بيانات الفيلم (الإنجليزية)
- جورج ميريت على موقع كينوبويسك (الروسية)